# Unterer Fasangarten (Schleißheim)
Der Untere Fasangarten, auch Fasanerie Schleißheim, lag auf dem Gebiet der Hofmark Schleißheim-Feldmoching nordwestlich von München. Es war ein Fasanengehege und zugleich ein Jagdrevier der bayerischen Kurfürsten bzw. ab 1806 der bayerischen Könige aus dem Hause Wittelsbach. Fasanerie ist der amtliche Ortsteilname der Einöde der Gemeinde Oberschleißheim im oberbayerischen Landkreis München. 

## Lage
Der „Untere Fasangarten“ war eine Fasanerie in einem Waldgebiet nördlich von Feldmoching, westlich von Hochmutting und südlich von Oberschleißheim. Er lag im Gebiet der kurfürstlichen Schwaige im „Katzlholz“, das auf späteren Landkarten als „Korbinianiholz“ bezeichnet wird. Ab 1858 verlief am Westrand des Unteren Fasangartens die Bahnlinie München-Landshut.

## Geschichte
Das Gebiet des Unteren Fasangartens gehörte zum Landgericht Dachau, dessen umgebende Landschaft als das „Gfild“ (historisch „Aufm gefül“) bezeichnet wurde. Das „Gfild“, das sich im Münchner Norden zwischen Isar und Würm und von Moosach bis Grüneck erstreckte, war ein beliebtes Jagdrevier der wittelsbachischen Landesherren.
Die Schleißheimer Fasanerie wurde 1717 vom Kurfürsten Max Emanuel, der ein leidenschaftlicher Jäger war, südlich des Alten Schlosses Schleißheim eingerichtet. Zur Unterscheidung von der bereits bestehenden Moosacher Fasanerie Oberer Fasangarten wurde sie als „Unterer Fasangarten“ bekannt. 1750 wurden im Unteren Fasangarten 77 Bruthennen angesetzt, 1770 waren es bereits 252 Hennen. Auch Kurfürst Karl Theodor gab bedeutende Summen für die Ausstattung seiner Fasanerien aus und veranstaltete große Fasanenjagden, zu denen er häufig hohe Gäste einlud. 1793 brannten die Schleißheimer Fasaneriegebäude vollständig ab, und in den Koalitionskriegen wurde 1793 der Untere Fasangarten ausgeraubt.
Ab 1806 führte König Maximilian Joseph die Tradition der Fasanenzucht fort und baute seine Fasanerien wieder auf. Am 2. Januar 1806 waren er mit seinem Hofstaat und Kaiser Napoleon mit seiner Familie zur Jagd in der Schleißheimer Fasanerie. Der erkrankte Wittelsbacher Otto von Griechenland wurde kurze Zeit im Unteren Fasangarten beherbergt und danach im Schloss Fürstenried untergebracht. Von 1851 bis 1855 wurden auf dem Gebiet des Unteren Fasangartens 1119 Fasanen geschossen, 1913/14 waren es 1140. Auch Prinzregent Luitpold lud Jagdgesellschaften in die königlichen Fasanerien ein.
Da der Wildbestand im Münchner Norden seit der Jahrhundertwende ständig zurückging, wurde die Fasanenzucht im Laufe des Ersten Weltkriegs (1914–1918) in den königlichen Fasanerien weitgehend eingestellt. Nachteilig auf die Schleißheimer Fasanenzucht wirkte sich auch der 1912 angelegte Flugplatz Schleißheim aus. Wohl deshalb lebte der Untere Fasangarten nach dem Ende des Königreichs Bayern 1918 nicht mehr auf. Letzter königlicher Fasanenmeister des Unteren Fasangartens war Johann Heiß, der 1916 durch den Schuss eines Wilderers schwer verletzt wurde. Die Oberaufsicht über die vormals königlichen Fasanerien übernahm ab 1918 die Krongutverwaltung. Zum 1. April 1920 wurden die vormals königlichen Fasanerien unter der Bezeichnung „Staatsjagd München Nordwest“ zusammengefasst. Die Gebäude des Schleißheimer Fasangartens wurden am 29. Oktober 1944 bei einem Luftangriff zerstört.
Seit 1978 ist das vormalige Gebiet des Unteren Fasangartens als Naturwaldreservat ausgewiesen.